# Barcelona School of Economics
A Barcelona School of Economics (BSE) é uma instituição de ensino em economia, finanças e ciência de dados localizada em Barcelona, Espanha. A oferta académica da escola inclui mestrados, bem como escolas de verão e cursos profissionais. A investigação da BSE encontra-se entre os melhores departamentos de economia do mundo. A escola está acreditada pela Catalan University Quality Assurance Agency.

## História
Constituída como Barcelona Graduate School of Economics (Barcelona GSE), a instituição foi legalmente reconhecida pela Generalitat de Catalunha em outubro de 2006 como fundação dedicada ao ensino superior.
A Escola foi criada com o objetivo de promover a cooperação científica entre quatro unidades acadêmicas e de pesquisa:
- Universitat Pompeu Fabra
- Universitat Autònoma de Barcelona
- Institute for Economic Analysis
- Center for Research in International Economics

A escola mudou seu nome a Barcelona School of Economics no  2021.